# Partido de Convergência Democrática-Grupa de Reflexão
Partido de Convergência Democrática-Grupa de Reflexão (Partij van de Democratische Convergentie-Reflectiegroep), vaak afgekort tot PCD-GR, is een politieke partij in Sao Tomé en Principe.
De partij werd op 4 november 1990 opgericht door dissidente leden van de MLSTP, onafhankelijken en jonge professionals. In 1991 deed de partij mee aan de eerste democratische parlementsverkiezingen en won 54,4% van de stemmen en 33 van de 55 zetels in de Assembleia Nacional. De partij vormde een regering met de partijloze Daniel Lima dos Santos Daio als premier; in 1992 werd PCD-GR-lid Norberto d'Alva Costa Alegre premier.
In 1994 behaalde de partij 24,59% van de stemmen en hield slechts 14 van de 33 zetels over. In 1998 zakte de partij verder weg met 15,99% van de stemmen en 8 zetels in het parlement. In 2002 en 2006 vormde de PCD-GR een kiesverbinding met de Movimento Democrático das Forças da Mudança-Partido Liberal, de coalitie haalde respectievelijk 39,37% en 36,79% van de stemmen, goed voor 23 zetels. 2010 was het dieptepunt voor de partij tot dan toe, de partij haalde slechts 13,60% van de stemmen en 7 zetels in de Assembleia Nacional, een aantal dat verder zakte tot 5 zetels in 2014.
Andere bekende partijleiders zijn oud-premier Leonel Mário d'Alva en oud-minister van Buitenlandse Zaken Alda Bandeira.

## Politieke ideologie
De partij wordt vaak geplaatst aan de rechterkant van het spectrum en wordt meestal omschreven als conservatief. Politicoloog Gerhard Seibert claimt daarentegen dat het partijenstelsel in Sao Tomé en Principe primair om (duaal) cliëntelisme draait en politieke ideologie derhalve van secundair belang is.
Acção Democrática Independente · Coligação Democrática da Oposição · Movimento Democrático das Forças da Mudança-Partido Liberal · Movimento de Libertação de São Tomé e Príncipe-Partido Social Democrata · Movimento Novo Rumo · Partido de Convergência Democrática-Grupa de Reflexão · Uê Kédadji · União para a Mudança e Progresso do Príncipe